# Roman Šimíček
Roman Šimíček (* 4. listopadu 1971 Ostrava) je bývalý český hokejový útočník.

## Hráčská kariéra
Ostravský odchovanec, který rozhodující část své dosud aktivní kariéry spojil s klubem HC Vítkovice Steel, odehrál zde na nejvyšší úrovni plných 14 sezón (1989–1998, 2004–2009), z toho 6 sezón s kapitánským C na dresu. Po přestupu v roce 1998 do finské ligy přišlo MS 1999, které skončilo pro český tým úspěšně a bylo zakončeno zlatými medailemi. Odezva skautů NHL byla okamžitá, v poměrně vysokém věku (29) byl draftován do slavné kanadsko-americké NHL, kam okamžitě i odešel. Odehrál zde dvě sezóny, během kterých si vyzkoušel 2 kluby NHL a jeden farmářský klub z AHL. Měl to štěstí, že si v jednom klubu zahrál i s ikonou NHL Mariem Lemieuxem. Po návratu do Evropy šel opět do finské ligy, během rozehrané sezóny přestoupil do pražské Sparty. Přišel návrat do Vítkovic, jedna sezóna na Slovensku v trenčínské Dukle a kariéru dohrál v polském týmu GKS Tychy.

## Trenérská kariéra
Ve 41 letech ukončil svou aktivní hráčskou kariéru a byl jmenován novým asistentem u HC Vítkovice Steel. 3. listopadu 2014 byl pro nedobré výsledky odvolán z pozice asistenta trenéra. Poté byl asistentem Petera Oremuse v HC Košice, se kterými získal titul, později trénoval HK 36 Skalica. V letech 2016–2018 působil jako hlavní trenér v kádru Orli Znojmo, 29. prosince 2016 nahradil dlouholetého trenéra Jiřího Režnara. 31. ledna 2018 byla jeho činnost v klubu ukončena, náhradní působiště před koncem ročníku bylo HC Košice. V sezoně 2018/19 se stal hlavním trenérem.

## Prvenství
- Debut v NHL – 6. října 2000 (Pittsburgh Penguins proti Nashville Predators)
- První gól v NHL – 14. října 2000 (Pittsburgh Penguins proti New York Rangers, kanadskému brankáři Jean-Sébastien Aubin)
- První asistence v NHL – 18. října 2000 (Pittsburgh Penguins proti Carolina Hurricanes)

## Klubová statistika
| Sezóna        | Klub                | Soutěž        |     | Základní část | Základní část | Základní část | Základní část | Základní část |   | Play off | Play off | Play off | Play off | Play off |
| Sezóna        | Klub                | Soutěž        | Z   | G             | A             | B             | TM            | Z             | G | A        | B        | TM       |          |          |
| 1989–90       | TJ Vítkovice        | ČSHL          | 5   | 3             | 4             | 7             | 2             |               |   |          |          |          |          |          |
| 1990–91       | TJ Vítkovice        | ČSHL          | 35  | 2             | 4             | 6             |               |               |   |          |          |          |          |          |
| 1991–92       | TJ Vítkovice        | ČSHL          | 33  | 6             | 9             | 15            |               | 12            | 2 | 7        | 9        |          |          |          |
| 1992–93       | SSK Vítkovice       | ČSHL          | 38  | 8             | 15            | 23            | 52            | 14            | 5 | 4        | 9        |          |          |          |
| 1993–94       | HC Vítkovice        | ČHL           | 40  | 18            | 16            | 34            | 66            | 5             | 0 | 2        | 2        |          |          |          |
| 1994–95       | HC Vítkovice        | ČHL           | 47  | 12            | 17            | 29            | 108           | —             | — | —        | —        | —        |          |          |
| 1995–96       | HC Vítkovice        | ČHL           | 39  | 9             | 11            | 20            | 38            | 4             | 2 | 0        | 2        | 8        |          |          |
| 1996–97       | HC Vítkovice        | ČHL           | 49  | 18            | 19            | 37            | 38            | 9             | 4 | 4        | 8        | 22       |          |          |
| 1997–98       | HC Vítkovice        | ČHL           | 40  | 16            | 27            | 43            | 71            | 9             | 2 | 4        | 6        | 6        |          |          |
| 1998–99       | HPK Hämeenlinna     | SM-l          | 49  | 24            | 27            | 51            | 75            | 8             | 2 | 5        | 7        | 18       |          |          |
| 1999–00       | HPK Hämeenlinna     | SM-l          | 23  | 10            | 17            | 27            | 50            | 8             | 2 | 4        | 6        | 10       |          |          |
| 2000–01       | Pittsburgh Penguins | NHL           | 29  | 3             | 6             | 9             | 30            | —             | — | —        | —        | —        |          |          |
| 2000–01       | Minnesota Wild      | NHL           | 28  | 2             | 4             | 6             | 21            | —             | — | —        | —        | —        |          |          |
| 2001–02       | Houston Aeros       | AHL           | 49  | 12            | 14            | 26            | 61            | 4             | 1 | 0        | 1        | 2        |          |          |
| 2001–02       | Minnesota Wild      | NHL           | 6   | 2             | 0             | 2             | 8             | —             | — | —        | —        | —        |          |          |
| 2002–03       | HIFK Helsinki       | SM-l          | 30  | 4             | 11            | 15            | 49            | —             | — | —        | —        | —        |          |          |
| 2002–03       | HC Sparta Praha     | ČHL           | 11  | 3             | 5             | 8             | 14            | 10            | 2 | 8        | 10       | 10       |          |          |
| 2003–04       | HC Sparta Praha     | ČHL           | 36  | 6             | 13            | 19            | 85            | 13            | 2 | 4        | 6        | 12       |          |          |
| 2004–05       | HC Vítkovice        | ČHL           | 45  | 8             | 18            | 26            | 101           | 10            | 2 | 1        | 3        | 41       |          |          |
| 2005–06       | HC Vítkovice Steel  | ČHL           | 39  | 10            | 15            | 25            | 52            | 6             | 0 | 3        | 3        | 6        |          |          |
| 2006–07       | HC Vítkovice Steel  | ČHL           | 30  | 2             | 7             | 9             | 32            | —             | — | —        | —        | —        |          |          |
| 2007–08       | HC Vítkovice Steel  | ČHL           | 42  | 7             | 8             | 15            | 68            | —             | — | —        | —        | —        |          |          |
| 2008–09       | HC Vítkovice Steel  | ČHL           | 44  | 9             | 12            | 21            | 44            | 5             | 0 | 1        | 1        | 2        |          |          |
| 2009–10       | HK Dukla Trenčín    | SHL           | 37  | 9             | 19            | 28            | 54            | —             | — | —        | —        | —        |          |          |
| 2010–11       | GKS Tychy           | PHL           | 32  | 18            | 20            | 38            | 58            | 13            | 5 | 7        | 12       | 37       |          |          |
| 2011–12       | GKS Tychy           | PHL           | 20  | 7             | 6             | 13            | 24            | —             | — | —        | —        | —        |          |          |
| 2012–13       | GKS Tychy           | PHL           | 37  | 10            | 28            | 38            | 56            | 12            | 2 | 4        | 6        | 22       |          |          |
| Celkem v NHL  | Celkem v NHL        | Celkem v NHL  | 63  | 7             | 10            | 17            | 59            | —             | — | —        | —        | —        |          |          |
| Celkem v SM-l | Celkem v SM-l       | Celkem v SM-l | 102 | 38            | 55            | 93            | 174           | 16            | 4 | 9        | 13       | 28       |          |          |

## Reprezentace
| Rok                       | Tým                       | Soutěž                    | Z  | G | A | B | TM |
| ------------------------- | ------------------------- | ------------------------- | -- | - | - | - | -- |
| 1997                      | Česko                     | MS                        | 9  | 1 | 0 | 1 | 6  |
| 1999                      | Česko                     | MS                        | 10 | 1 | 6 | 7 | 26 |
| Seniorská kariéra celkově | Seniorská kariéra celkově | Seniorská kariéra celkově | 19 | 2 | 6 | 8 | 32 |